# Shūma Mihara
Shūma Mihara (jap. 三原 秀真, Mihara Shūma; * 16. Juli 2001 in Matsuyama, Präfektur Ehime) ist ein japanischer Fußballspieler.

## Karriere

### Verein
Shūma Mihara erlernte das Fußballspielen in der Schulmannschaft der Teijin Secundary School sowie in der Jugendmannschaft vom Ehime FC. Hier unterschrieb er 2020 auch seinen ersten Profivertrag. Der Verein aus Matsuyama, einer Stadt auf der Insel Shikoku, spielte in der zweiten japanischen Liga, der J2 League. Sein Zweitligadebüt feierte er am 23. Februar 2020, als er im Spiel gegen den Matsumoto Yamaga FC in der 73. Minute für Daiki Kogure eingewechselt wurde. 2021 belegte er mit Ehime den 20. Tabellenplatz und stieg in die dritte Liga ab. Am Ende der Saison 2023 feierte er mit Ehime die Drittligameisterschaft und den Aufstieg in die zweite Liga. Nach 70 Ligapielen wechselte er im Januar 2025 nach Numazu zum Drittligisten Azul Claro Numazu.

### Nationalmannschaft
Shūma Mihara spielte 2019 einmal in der japanischen U18-Nationalmannschaft. Hier kam er in einem Freundschaftsspiel am 13. Juni 2019 gegen Norwegen zum Einsatz.

## Erfolge
Ehime FC
- Japanischer Drittligameister: 2023  ▲